# Elysia ornata
Elysia ornata är en snäckart som först beskrevs av William Swainson 1840.  Elysia ornata ingår i släktet Elysia och familjen sammetssniglar. Inga underarter finns listade i Catalogue of Life.

## Bildgalleri

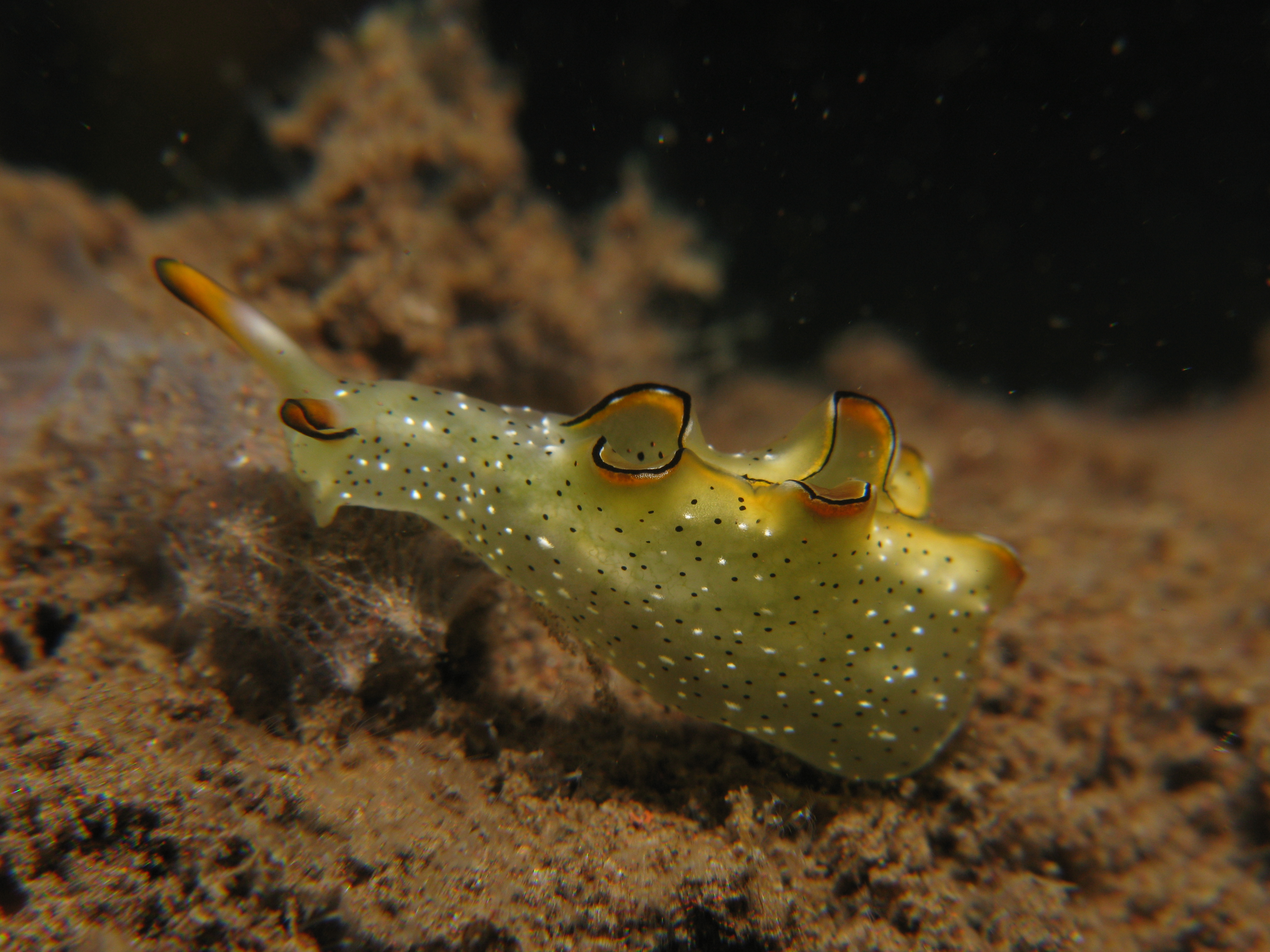